# 89 (număr)
89 (optzeci și nouă) este numărul natural care urmează după 88 și îl precede pe 90.

## În matematică
- Este al 24-lea număr prim, după 83 și urmat de 97.
- Este un număr prim aditiv.[2][3]
- Este un număr prim Chen.[4]
- Este un număr prim Eisenstein fără parte imaginară și parte reală a formei 3n − 1.
- Este un număr prim izolat.[5][6]
- Este un număr prim Pell.[7][8]
- Este un număr prim pitagoreic (deoarece este un număr prim impar care este suma a două pătrate 52 + 82 = 89).[9]
- Este un număr prim slab.[10][11]
- Este cel mai mic număr prim Sophie Germain dintr-un lanț Cunningham de primul tip de șase termeni, {89, 179, 359, 719, 1439, 2879}.
- Este un număr extrem cototient.[12][13]
- Este un număr Fibonacci și astfel un prim Fibonacci de asemenea.[14] Primele câteva cifre ale reciprocei sale coincid cu șirul Fibonacci datorită identității

{\displaystyle {\frac {1}{89}}=\sum _{n=1}^{\infty }{F(n)\times 10^{-(n+1)}}=0.011235955\dots \ .}
- Este al șaptelea număr Markov[15]  care apare în soluțiile ecuației diofantice a lui Markov alături de alte numere Fibonacci impare indexate.

M89 este al zecelea prim Mersenne.
- Este un număr Størmer.[16][17]

## În știință
- Este numărul atomic al actiniului, un element chimic radioactiv, notat cu simbolul Ac.

### Astronomie
- NGC 89, o galaxie spirală barată situată în constelația Phoenix.
- Messier 89, o galaxie eliptică.
- 89 Julia, un asteroid din centura principală.

## În cultura populară
- Decembrie '89 se poate referi la Revoluția Română din 1989, parte a Revoluțiilor din 1989.